# Mađarska forinta
Mađarska forinta, službena je valuta Mađarske. Po standardu ISO 4217 oznaka je HUF, a šifra 348, dok je u mađarskom jeziku oznaka Ft. Službeno se dijeli na 100 filera. Za valutu skrbi Mađarska narodna banka. Ime dolazi iz talijanskog grada Firenca (Fiorino).

## Povijest
Prvotno je forinta bila valuta Austro-Ugarske Monarhije od 1857. – 1892. Ponovno je uvedena 1. kolovoza 1946. nakon hiperinflacije penga, dotadašnje valute. Zanimljivo je da je forinta zamijenila pengő s tečajem 1 forint = 4 × 1029 pengő tako da je cijela svota penga u optjecaju vrijedila manje od jedne forinte.

## Novčanice
Novčanice: 500, 1000, 2000, 5000, 10 000, 20 000.
Pregled slika aktualnih i povijesnih novčanica možete pogledati na zajedničkom poslužitelju :
- Novčanice : adópengő
- Novčanice : kruna
- Novčanice : pengő
- Novčanice : forinta

## Kovanice
Kovanice: 5, 10, 20, 50, 100, 200.
Pregled slika aktualnih i povijesnih kovanica možete pogledati na zajedničkom poslužitelju :
- Kovanica : forinta (1867. – 1892.)
- Kovanica : kruna (1892. – 1926.)
- Kovanica : pengő (1926. – 1946.)
- Kovanica : forinta (1946. – danas)

| Yahoo! Finance: | AUD CAD CHF EUR GBP HKD JPY USD |
| XE.com:         | AUD CAD CHF EUR GBP HKD JPY USD |